# مارغوت كيدر
مارغوت كيدر (بالإنجليزية: Margot Kidder)‏ (و. 1948 – 2018 م) هي ممثلة، وممثلة تلفزيونية، من كندا، ولدت في يلونايف.

## وصلات خارجية
- مارغوت كيدر على موقع IMDb (الإنجليزية)
- مارغوت كيدر على موقع روتن توميتوز (الإنجليزية)
- مارغوت كيدر على موقع ألو سيني (الفرنسية)
- مارغوت كيدر على موقع ميوزك برينز (الإنجليزية)
- مارغوت كيدر على موقع أول موفي (الإنجليزية)
- مارغوت كيدر على موقع قاعدة بيانات الأفلام السويدية (السويدية)
- مارغوت كيدر على موقع إن إن دي بي (الإنجليزية)
- مارغوت كيدر على موقع ديسكوغز (الإنجليزية)
- مارغوت كيدر على موقع قاعدة بيانات الفيلم (الإنجليزية)
- مارغوت كيدر على موقع كينوبويسك (الروسية)